# Alessandro De Angelis (astrofisico)
Alessandro De Angelis (Cencenighe Agordino, 16 agosto 1959) è un fisico e astrofisico italiano con cittadinanza argentina noto soprattutto per i suoi ruoli nella proposta, nella costruzione e nell'analisi dei dati di nuovi telescopi per l'astrofisica gamma.

## Biografia
È professore ordinario di Fisica Sperimentale all'Università di Padova e di astrofisica delle alte energie all'Università di Lisbona, e membro dell'INFN, dell'INAF, della SIF e del Gruppo2003.
Laureato in Fisica all'Università di Padova nel gruppo di Marcello Cresti, si è perfezionato al CERN di Ginevra lavorando poi fino al 1999 nel gruppo di Ugo Amaldi all'esperimento DELPHI.
Dal 2000 si occupa principalmente di astrofisica delle particelle; è stato tra i progettisti del telescopio spaziale Fermi-LAT della NASA e del telescopio MAGIC alle isole Canarie. È principal investigator del progetto spaziale ASTROGAM ed è tra i proponenti del Southern Wide-field Gamma-ray Observatory (SWGO), un osservatorio per fotoni ad altissima energia che verrebbe allocato ad alta quota sulle Ande. Ha suggerito il mescolamento tra raggi gamma e particelle neutre oscure nei campi magnetici intergalattici.
Dopo il rientro in Italia nel 2000, ha lavorato all'Università di Udine, poi dal 2010 al 2011 all'Istituto Max-Planck per la Fisica (Werner Heisenberg) di Monaco di Baviera, e successivamente per tre anni è stato Dirigente di Ricerca dell'INFN.
Affianca all'attività di ricerca quelle di divulgatore e storico della fisica, in particolare nei settori della fisica dei raggi cosmici e del periodo di Galilei. È editor di Storia della Fisica per Springer Nature.
È nipote del medico e politico Vincenzo De Angelis.

## Premi e riconoscimenti
- Highly Cited Researcher, Thomson-Reuters/Clarivate, 2016
- Thomson-Reuters Award for belonging to the “top 1% researchers publishing in the field of Space Science over the [...] decade" 2001-2010, 2011[13]
- Bruno Rossi Prize dell'American Astronomical Society con il Fermi LAT Team, 2011
- Highlight of the European Physical Society[14] per l'articolo ‘Nationalism and internationalism in science: the case of the discovery of cosmic rays’, with P. Carlson, Eur. Phys. J. H 36, 309, 2010
- NASA Group Achievement Award, 2008, in qualità di collaboratore del gruppo coordinatore del Fermi Gamma-ray Space Telescope [15]

## Opere principali
- Alessandro De Angelis, Galileo e la navigazione satellitare, Roma, Castelvecchi, 2024.
- (EN) Alessandro De Angelis, Cosmic Rays (multimessenger astrophysics and revolutionary astronomy), Heidelberg, Springer Nature, 2023, ISBN 978-3031385605.  Alessandro De Angelis, L'Universo Nascosto (la nuova astronomia dei raggi cosmici e delle onde gravitazionali), Roma, Castelvecchi, 2024.
- Alessandro De Angelis, Galileo e la supernova del 1604 (con la traduzione del Dialogo De Cecco di Ronchitti da Bruzene), Roma, Castelvecchi, 2022, ISBN 978-8832909500. (EN) Alessandro De Angelis, Galileo and the 1604 supernova (with a translation of the Dialogo de Cecco di Ronchitti da Bruzene), Heidelberg, Springer Nature, 2024.
- Alessandro De Angelis, I diciotto anni migliori della mia vita (Galileo a Padova), Roma, Castelvecchi, 2021, ISBN 978-8832903461. (PT) Alessandro De Angelis, Galileu em Pádua, Lisboa, Gradiva, 2023, ISBN 978-989-785-192-6.
- Alessandro De Angelis, Discorsi e Dimostrazioni Matematiche di Galileo Galilei per il Lettore Moderno, Torino, Codice, 2021, ISBN 978-8875789305. (EN) Alessandro De Angelis, Galileo Galilei's Two New Sciences for Modern Readers, Heidelberg, Springer Nature, 2021, ISBN 978-3030719524.(FR) Alessandro De Angelis, Les Deux Nouvelles Sciences de Galilee, Paris, EDP Sciences, 2022, ISBN 978-2-7598-2667-4. Con prefazioni di Ugo Amaldi e Telmo Pievani.
- (EN) Alessandro De Angelis, Mario Pimenta e Ruben Conceicao, Particle and Astroparticle Physics: Problems and Solutions, Heidelberg, Springer Nature, 2021, ISBN 978-3-030-73116-8.
- (EN) Alessandro De Angelis e Mario Pimenta, Introduction to Particle and Astroparticle Physics: Multimessenger Astronomy and its Particle Physics Foundations, Heidelberg, Springer Nature, 2018, ISBN 978-3-319-78180-8. Con prefazione di Francis Halzen.
- (EN) Alessandro De Angelis e Mario Pimenta, Introduction to Particle and Astroparticle Physics: Questions to the Universe, Heidelberg, Springer, 2015, ISBN 978-3-319-78180-8.
- Alessandro De Angelis, L'enigma dei raggi cosmici: le più grandi energie dell'Universo, Milano, Springer, 2012, ISBN 978-88-470-2047-4. Con prefazione di Margherita Hack.